# Eugène-Cyrille Brunet
Eugène-Cyrille Brunet (Sarcelles, 17 dicembre 1828 – Hyères, 3 maggio 1906) è stato uno scultore francese.

## Biografia
Figlio di André Brunet e di Aglaé-Julie Drouet, Eugène-Cyrille Brunet studiò negli atelier di Armand Toussaint e di Aimé Millet alla scuola di belle arti di Parigi. In seguito incontrò Édouard Manet e lo accompagnò per un viaggio di studio a Firenze nel 1857. Il 22 ottobre del 1861, sposò Caroline de Pène d'Argagnon, che in questo periodo venne ritratta da Manet. Manet annotò nel suo quaderno degli indirizzi che Brunet viveva in Bretagna.
Brunet inviò un busto marmoreo di suo padre al Salone del 1855. Nel 1859 scolpì un busto di Alphonse Daudet, poi le statue di san Francesco di Sales e di san Girolamo.

### La tragedia di Loctudy
Alla fine del secondo Impero, nel 1869, la coppia Brunet si installò a Loctudy, una città bretone del Sud-Finistère, dove acquistò il maniero di Kerenez. Eugène Brunet, installatosi nel comune, fu coinvolto pienamente nella vita politica locale. Membro del partito liberale, sostenne nel 1870 e nel 1871 le candidature del suo vicino di Kerazan Georges Arnoult, contro Jean Louis Paisant, allora senza successo. Nel 1874 ebbe una figlia di nome Jeanne.

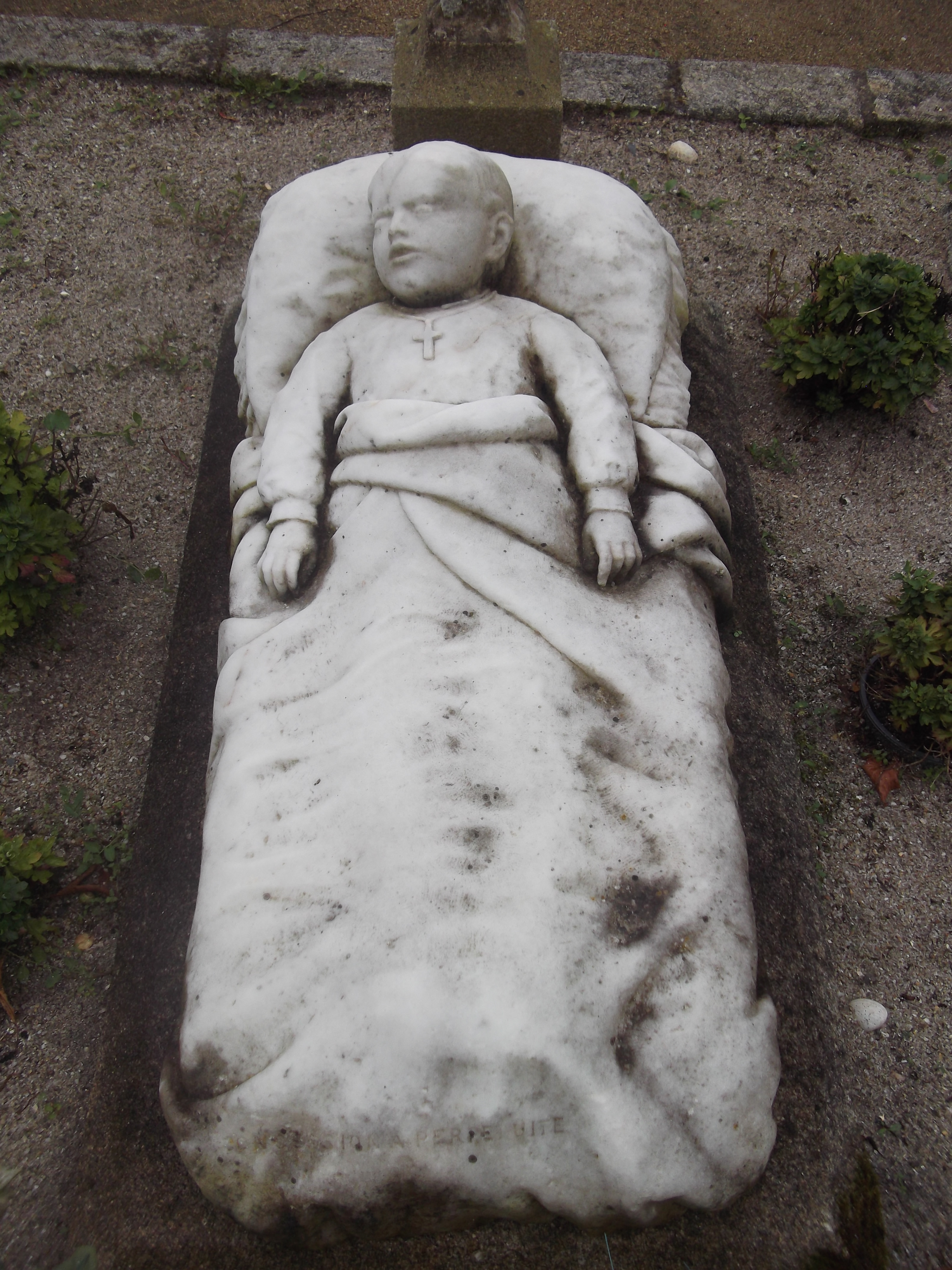
Il gisant di Jeanne Brunet (1875)

Il 24 gennaio del 1875, una tempesta violenta si abbatté sul Pays Bigouden. Qualche giorno dopo, la bambina della coppia, Jeanne, morì. Secondo la tradizione locale sarebbe stata colpita da un fulmine. Ella venne sepolta nel cimitero situato davanti alla chiesa di Loctudy. Il gisant che orna la sua tomba venne scolpito lo stesso anno dal padre con realismo; rappresenta la bambina sul letto di morte, con la fronte segnata da una linea scura che evoca il fulmine che avrebbe ucciso la piccola. Caroline Brunet morì nel 1878 e venne sepolta vicino sua figlia. Nel 1880, Eugène Brunet vendette il maniero di Kerenez e tornò a Parigi. Il 9 marzo del 1881, sposò in seconde nozze Sophie Perlet. La gente di Loctudy da allora soprannominò il maniero che gli appartenne Maner ar Gurun, che in bretone significa "maniero del fulmine".

### Altre opere
Lasciando Loctudy, Eugène Brunet lasciò al maniero di Kerenez i mobili che aveva scolpito lui stesso, inclusa una "camera dei leoni". Donò al museo di belle arti di Quimper una statua di bronzo, Hylas à la fontaine, sulla leggenda di questo eromeno di Eracle, rapito dalle ninfe che si erano incantate della sua bellezza, mentre egli raccoglieva dell'acqua. Questa scultura ornava dal 1904 i giardini del teatro Max Jacob, allora inaugurato di recente. Nel 1940, fu destinata alla fusione dagli invasori tedeschi.
Brunet è noto soprattutto per la sua statua sdraiata in marmo bianco dell'imperatrice Messalina, esposta al Salone del 1884 e conservata al museo delle belle arti di Rennes.